# Patof Blou
 (septembre 2023).
Pour plus de détails, voir Fiche technique et Distribution.
Patof Blou est le titre d'un film canadien qui sera produit par Vital Productions et dont la sortie est prévue en 2026. Il s'agit d'un film biographique librement inspiré de la vie du comédien Jacques Desrosiers, le célèbre interprète du clown Patof.

## Synopsis
À travers la culture populaire et l'aspect kitsch assumé des folles années 70 à Montréal, Patof Blou nous plonge pendant 48 heures dans l'univers déjanté de Patofville et dans la vie hors du commun d'un artiste devenu célèbre grâce à son personnage de clown. Si la superstar Patof a marqué toute une génération de petits Québécois et a fait de Jacques Desrosiers un millionnaire, ce rôle destiné aux enfants lui a coûté sa carrière et bien plus encore.

## Fiche technique
Sauf indication contraire, les informations mentionnées dans cette section peuvent être confirmées par la base de données cinématographiques IMDb,  présente dans la section « Liens externes ».
- Titre original : Patof Blou
- Réalisation : Sandrine Béchade
- Scénario : Sandrine Béchade et Julie Hétu
- Musique : n/a
- Décors : n/a
- Costumes : n/a
- Photographie : n/a
- Montage : n/a
- Production : Serge Desrosiers

Producteur délégué : n/a
- Sociétés de production : Vital Productions
- Société de distribution : n/a
- Budget : n/a
- Pays de production :  Canada
- Langue originale : français
- Format : couleur
- Genre : Drame biographique
- Durée : n/a
- Date de sortie : n/a

## Distribution
(à venir)

## Production

### Genèse et développement
Le 19 septembre 2023, Vital Productions a obtenu le soutien financier de la SODEC pour le développement du long-métrage Patof Blou. Les scénaristes Sandrine Béchade et Julie Hétu sont chargées de donner vie au célèbre clown Patof, à la suite du succès du documentaire Mon oncle Patof.
Le 20 septembre 2023, Sandrine Béchade a confirmé sur son fil Facebook que l'écriture du long-métrage était en marche : « Après l’aventure du documentaire Mon oncle Patof, je pars dans l’écriture du long métrage avec Julie Hétu. On va s’amuser avec ce clown inspirant ».
En décembre 2024, les premières étapes du scénario ont franchi un jalon important. Serge Desrosiers a annoncé sur les médias sociaux une « très émouvante première lecture de la V1 d’un scénario sur Jacques Desrosiers, Patof Blou, écrit et scénarisé par Sandrine Béchade et Julie Hétu ». Il a également partagé son enthousiasme pour le projet en ajoutant : « Bravo les filles!!! Hâte de voir ça au cinéma au Québec en 2026 ».